# Opération Wetback

La United States Border Patrol entasse les immigrants mexicains dans des camions pour les transporter à la frontière en vue de leur expulsion pendant l'Opération Wetback.

Opération Wetback est une initiative d'application de la loi sur l'immigration créée par Joseph Swing, le directeur du Immigration and Naturalization Service (INS). Le programme est mis en œuvre en juin 1954 par le procureur général des États-Unis, Herbert Brownell. L'opération, de courte durée, utilise des tactiques de type militaire pour expulser des immigrants mexicains - dont certains sont citoyens américains - des États-Unis. Bien que des millions de Mexicains entrent légalement dans le pays par le biais de programmes d'immigration conjoints au cours de la première moitié du XXe siècle, et certains étant des citoyens naturalisés autrefois natifs, l'Opération Wetback est conçue pour les renvoyer au Mexique.
Le programme devient une question contentieuse dans les Relations entre le Mexique et les États-Unis, bien qu'il soit à l'origine d'une demande du gouvernement mexicain visant à arrêter l'entrée illégale de travailleurs mexicains aux États-Unis. L'entrée légale des travailleurs mexicains pour l'emploi est alors contrôlée par le Programme Bracero, établi pendant la Seconde Guerre mondiale par un accord entre les gouvernements américain et mexicain. L'Opération Wetback est principalement une réponse à la pression d'une large coalition d'agriculteurs et d'intérêts commerciaux préoccupés par les effets de l'immigration illégale en provenance du Mexique. Lors de sa mise en œuvre, l'Opération Wetback donne lieu à des arrestations et à des expulsions par la United States Border Patrol.

## Contexte et causes

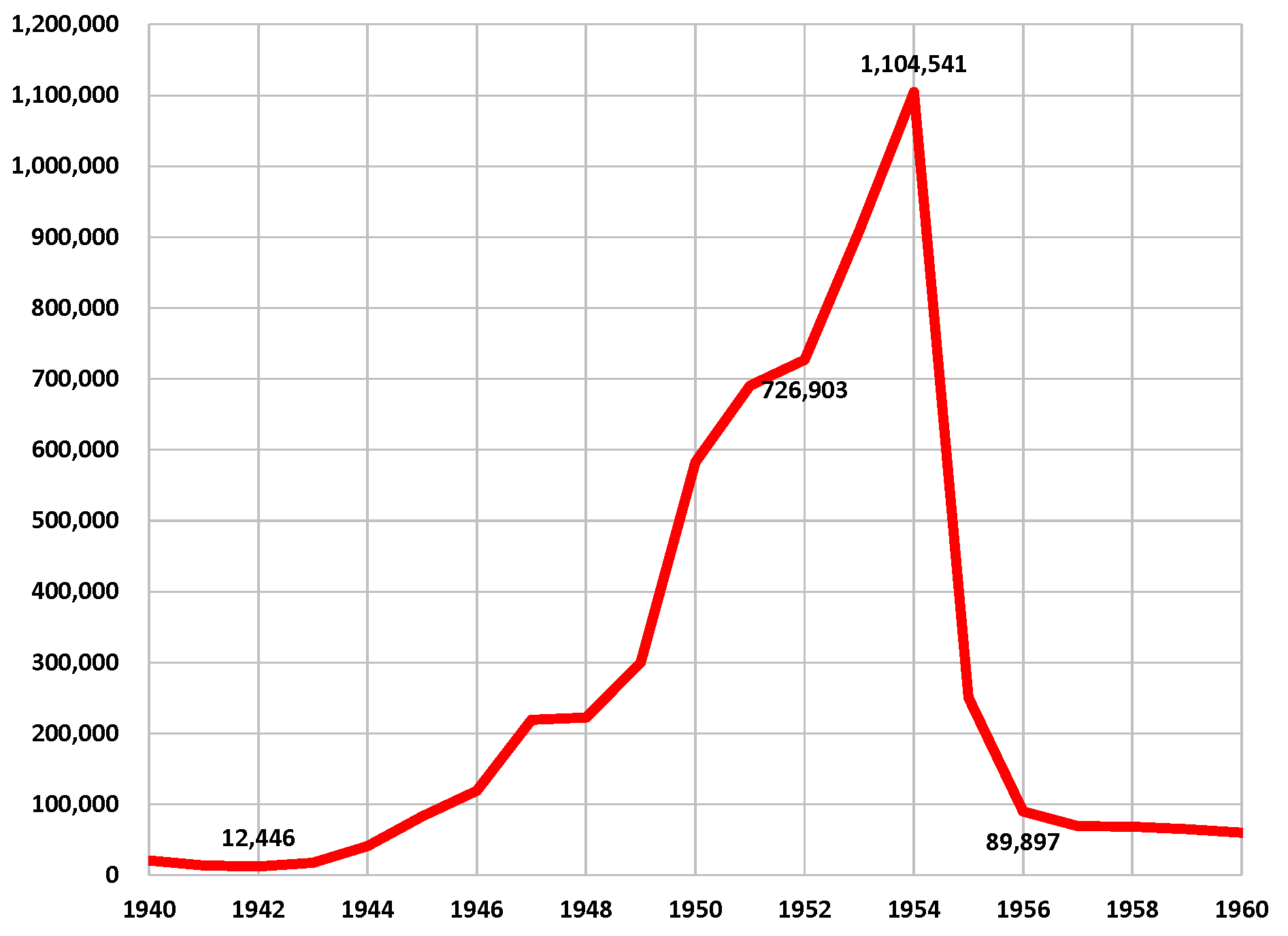
Actions d'application de la loi sur l'immigration aux États-Unis (retours et expulsions), 1940–1960, données du Département de la sécurité intérieure.

### Migration et travail avant la Seconde Guerre mondiale
Le Mexique commence à décourager l'émigration vers les États-Unis au début des années 1900, sous la présidence de Porfirio Díaz. Díaz, comme beaucoup d'autres responsables gouvernementaux mexicains, réalise que les travailleurs qui partent pour les États-Unis seraient nécessaires pour industrialiser et développer l'économie mexicaine. Bien que le Mexique ne dispose pas de capitaux importants, son principal atout est une main-d'œuvre abondante et bon marché, la ressource primaire nécessaire pour moderniser l'économie du pays et développer l'agro-industrie industrielle.
La grande et croissante industrie agricole aux États-Unis crée une demande de main-d'œuvre. À partir des années 1920, à l'exception de la période de la dépression, les Mexicains servent de principale source de main-d'œuvre pour une grande partie de l'industrie agricole aux États-Unis, en particulier dans le sud-ouest. Chaque année, pendant les années 1920, environ 62 000 travailleurs entrent légalement aux États-Unis, et plus de 100 000 illégalement.

La pression des propriétaires d'agro-industries mexicaines pour le retour des travailleurs des États-Unis au Mexique incite le gouvernement mexicain à intensifier ses actions. Les problèmes de main-d'œuvre causent la pourriture des récoltes dans les champs mexicains parce que tant de travailleurs avaient traversé aux États-Unis. Pendant ce temps, l'agriculture américaine, qui est également en transition vers des fermes à grande échelle et des agro-industries, continue de recruter des travailleurs mexicains illégaux pour répondre à ses besoins croissants en main-d'œuvre

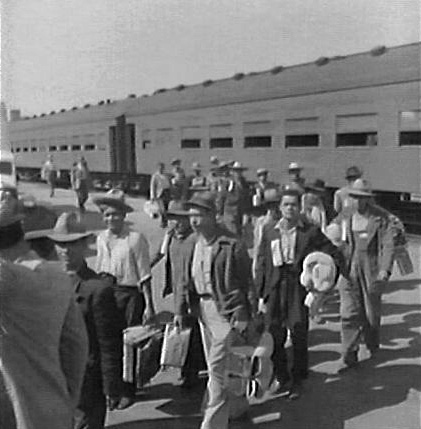
Braceros arrivant à Los Angeles, Californie, 1942.

### Le Programme Bracero (1942–1964)
Pendant la Seconde Guerre mondiale, les gouvernements mexicain et américain développent un accord connu sous le nom de Programme Bracero, qui permet aux travailleurs mexicains de travailler aux États-Unis sous des contrats à court terme en échange d'une sécurité renforcée aux frontières et du retour des immigrants mexicains illégaux au Mexique. Au lieu de fournir un soutien militaire aux États-Unis et à ses alliés militaires, le Mexique s'engage à fournir des travailleurs aux États-Unis en échange d'un renforcement de la sécurité aux frontières et des restrictions sur le travail illégal. Les États-Unis acceptent, en raison du fort besoin de main-d'œuvre bon marché pour soutenir leurs entreprises agricoles, tandis que le Mexique espère utiliser les travailleurs renvoyés des États-Unis pour renforcer ses efforts d'industrialisation, faire croître son économie et éliminer les pénuries de main-d'œuvre.
Le programme commence le 27 septembre 1942, lorsque les premiers braceros sont admis aux États-Unis dans le cadre de cet accord avec le Mexique. Le programme prévoit que les braceros reçoivent des salaires garantis, un logement, de la nourriture et une exemption du service militaire. Cependant, même si c'est l'accord promis par les États-Unis, les travailleurs sont refusés pour plusieurs raisons et ne reçoivent pas les documents appropriés pour travailler en Amérique. Le Programme Bracero ne bénéficie pas d'une mise en œuvre ou d'une direction cohérente pendant ses 22 ans de durée. Le programme lui-même peut être classé en trois phases principales. La première, entre 1942 et 1946, voit une forte participation du gouvernement mexicain dans les opérations du Programme Bracero. La deuxième phase se situe entre 1947 et 1954, lorsque la politique passe de la légalisation massive des immigrants illégaux à leur rapatriement massif. L'incident d'El Paso amorce des discussions sur l'établissement d'un bassin de main-d'œuvre par rapport à la gestion de l'"invasion illégale" de ces immigrants. Dans certains cas, les travailleurs sans papiers découverts par des agents de l'INS sont légalisés en tant que braceros au lieu d'être expulsés. La dernière phase dure de 1955 à 1964 et voit ainsi la fin du Programme Bracero. La nature paradoxale de vouloir une source de main-d'œuvre sous forme d'immigrants mexicains tout en ayant une aversion pour les immigrants par la population persiste ici.
Après cet accord, le gouvernement mexicain continue de faire pression sur les États-Unis pour renforcer la sécurité de ses frontières, sous peine de suspendre le flux légal de travailleurs mexicains entrant aux États-Unis. En octobre 1948, les fonctionnaires de l'immigration ouvrent la frontière Texas-Mexique, ce qui permet à plusieurs milliers de travailleurs sans papiers de franchir la frontière. De là, la plupart des travailleurs sont escortés par des agents de la patrouille frontalière directement vers les champs de coton. Cet événement initie la pratique informelle d'utiliser la main-d'œuvre mexicaine sans papiers pendant que la liste noire est en place. Cet incident pose problème en raison de la manière directe dont le gouvernement américain est impliqué dans la gestion et le déplacement de ces travailleurs sans papiers. Cette ouverture de la frontière viole également directement les accords précédents avec le gouvernement mexicain. Cet incident deviendra connu sous le nom de l'incident d'El Paso. Deux millions de ressortissants mexicains participent au programme pendant son existence, mais les tensions entre les objectifs déclarés et implicites du programme, ainsi que son inefficacité ultime à limiter l'immigration illégale aux États-Unis, conduisent finalement à l'Opération Wetback en 1954.

### Migration illégale après 1942
Malgré le programme Bracero, les agriculteurs américains continuent de recruter et d'embaucher des travailleurs illégaux pour répondre à leurs besoins en main-d'œuvre. Le programme ne peut pas accueillir le nombre de Mexicains souhaitant travailler aux États-Unis. Beaucoup de ceux qui sont refusés en tant que bracero traversent illégalement aux États-Unis à la recherche de meilleurs salaires et d'opportunités. Près de 70 % des personnes qui tentent d'immigrer en Amérique sont refusées parce qu'elles sont considérées comme indésirables pour diverses raisons, notamment l'âge, le sexe ou d'autres facteurs. Alors que la Constitution mexicaine permet aux citoyens de traverser les frontières librement avec des contrats de travail valides, les contrats de travail étrangers ne peuvent être conclus aux États-Unis qu'après qu'un individu soit légalement entré dans le pays. Ce conflit, combiné aux examens de littératie et aux frais de l'INS, forme des obstacles importants pour les travailleurs mexicains cherchant à obtenir des salaires plus élevés et de meilleures opportunités aux États-Unis.
Les pénuries alimentaires sont courantes au Mexique tandis que la plupart des denrées alimentaires produites sont exportées. La faim et la mauvaise gestion, combinées à la croissance démographique, poussent de nombreux Mexicains à tenter d'entrer aux États-Unis, légalement ou illégalement, en quête de salaires et d'une vie meilleure. Cette croissance est exponentielle, entraînant presque un triplement de la population en une courte période de quarante ans. L'ingérence du gouvernement mexicain dans la privatisation et la mécanisation de l'agriculture mexicaine ajoute encore aux problèmes pour trouver un emploi au Mexique, fournissant une autre raison pour les Mexicains d'entrer aux États-Unis à la recherche d'emplois mieux rémunérés. Avec la préoccupation croissante concernant les immigrants non assimilés, et les problèmes diplomatiques et de sécurité liés aux franchissements illégaux des frontières, la pression populaire pousse l'INS à augmenter ses raids et arrestations au début des années 1950, menant à l'Opération Wetback. La Guerre de Corée et la peur du rouge incitent également à un renforcement de la sécurité des frontières pour empêcher l'infiltration supposée des communistes.
Les déportations massives affectent également les schémas de croissance en Californie et en Arizona ; bien que les États-Unis aient promis aux propriétaires de fermes une main-d'œuvre supplémentaire de braceros. Pendant le programme Bracero, "environ 4,6 millions" de travailleurs entrent légalement en Amérique, tandis que d'autres immigrants qui sont refoulés entrent encore" en raison des opportunités de travail dans le sud-ouest. La Californie devient alors dépendante des travailleurs tandis que le Texas continue d'embaucher des travailleurs illégalement après que cela soit interdit par le gouvernement fédéral ; cependant, en raison de la demande agricole, cela est ignoré. Bien que les deux pays bénéficient de ce programme de différentes manières, l'afflux massif d'immigration pousse Eisenhower à mettre fin au programme avec le Mexique.

### Contrôle des frontières avant l'Opération Wetback
En 1943, plus d'officiers de contrôle des frontières des États-Unis sont postés le long de la frontière nord du Mexique. La pression des propriétaires terriens et fermiers mexicains bien connectés, frustrés par le programme Bracero, pousse le gouvernement mexicain à convoquer une réunion à Mexico avec quatre agences du gouvernement des États-Unis : le Département de la Justice, le Département d'État, l'INS et la Patrouille frontalière. Cette réunion aboutit à un renforcement de la patrouille des frontières le long de la frontière États-Unis-Mexique par les États-Unis, mais l'immigration illégale persiste. L'un des principaux problèmes est que la pression accrue du gouvernement mexicain entraîne plus de déportations, mais les Mexicains expulsés rentrent rapidement aux États-Unis. Pour lutter contre cela, les gouvernements mexicain et américain développent en 1945 une stratégie pour expulser les Mexicains plus profondément dans le territoire mexicain par un système d'avions, de bateaux et de trains. Cependant, en 1954, les négociations autour du programme Bracero échouent, incitant le gouvernement mexicain à envoyer 5 000 soldats à sa frontière avec les États-Unis.
En correspondance avec les assistants du président Dwight Eisenhower, Harlon Carter, chef de la Patrouille frontalière, planifie l'Opération Cloud Burst, qui demande un ordre exécutif pour mobiliser l'armée afin de rassembler les entrées illégales à la frontière sud-ouest et de perquisitionner les camps de migrants et les entreprises à l'intérieur des États-Unis. En deference à la Loi Posse Comitatus de 1878, Eisenhower refuse d'autoriser l'utilisation de troupes fédérales, nommant plutôt le général de l'armée Joseph May Swing comme commissaire du Service de l'immigration et de la naturalisation,. Eisenhower donne à Swing le pouvoir de résoudre les problèmes de contrôle des frontières afin de stabiliser les négociations sur la main-d'œuvre avec le Mexique.

## Opération Wetback (1954)

### Mise en œuvre et tactiques
À son apogée, le programme Bracero attribue environ 309 000 contrats à des travailleurs mexicains. Ce qui suit est une série de rapatriements sous le nom d'Opération Wetback. Des rapatriements similaires se voient pendant la Grande Dépression. L'Opération Wetback est un programme d'arrestations massives et d'expulsions visant des ressortissants mexicains sans papiers, mené par la United States Border Patrol en collaboration avec le gouvernement mexicain. La planification entre l'INS, dirigée par le général Joseph Swing nommé par le président Eisenhower, et le gouvernement mexicain commence au début de 1954 tandis que le programme est officiellement annoncé en mai 1954. Harlon Carter, alors chef de la Patrouille frontalière, est un des leaders de l'Opération Wetback.
En juin, des équipes de commandement de 12 agents de la patrouille frontalière, des bus, des avions et des stations de traitement temporaires commencent à localiser, traiter et expulser les Mexicains qui étaient entrés illégalement aux États-Unis. Au total, 750 agents de l'immigration et de la patrouille frontalière et enquêteurs ; 300 jeeps, voitures et bus ; et sept avions sont alloués à l'opération. Les équipes se concentrent sur un traitement rapide, car les avions peuvent se coordonner avec les efforts au sol et rapidement expulser les personnes vers le Mexique. Les personnes expulsées sont remises aux autorités mexicaines, qui les déplacent à leur tour vers le centre du Mexique où de nombreuses opportunités de travail existent. Bien que l'opération inclue les villes de Los Angeles, San Francisco et Chicago, ses principales cibles sont les zones frontalières au Texas et en Californie.
Au total, il y a 1 074 277 "retours", définis comme un "mouvement confirmé d'un étranger inadmissible ou expulsable hors des États-Unis non basé sur une ordonnance d'expulsion" dans la première année de l'Opération Wetback. Cela inclut de nombreux travailleurs sans papiers qui fuient vers le Mexique par crainte d'arrestation ; plus d'un demi-million rien qu'au Texas. Le nombre total de rafles tombe à seulement 242 608 en 1955, et diminue continuellement chaque année jusqu'en 1962, lorsque l'on observe une légère hausse du nombre de travailleurs appréhendés. Malgré la baisse des rafles, le nombre total d'agents de la Patrouille frontalière double plus que pour atteindre 1 692 agents en 1962, et un avion supplémentaire est ajouté à la force.
Pendant toute la durée de l'Opération, le recrutement de travailleurs illégaux à la frontière par les agriculteurs américains continue, en grande partie en raison du faible coût de la main-d'œuvre illégale et du désir des agriculteurs d'éviter les obstacles bureaucratiques du programme Bracero. La poursuite de l'immigration illégale, malgré les efforts de l'Opération Wetback, ainsi que le tollé public concernant de nombreux citoyens américains expulsés, sont largement responsables de l'échec du programme. En raison de ces facteurs, l'Opération Wetback perd son financement.
Le programme se solde par une présence plus permanente et stratégique de contrôle aux frontières le long de la Frontière entre les États-Unis et le Mexique.

### Chronologie
| Date         | Événement |
| ------------ | --- |
| 9 juin       | Début de la rafle et de l'expulsion en Californie |
| 10 juin      | Phase Une Arizona-Californie, Opération: Buslift Le premier bus Greyhound quitte El Centro, Californie, en direction de Nogales, Arizona. À bord se trouvent des détenus du centre de détention régional de San Francisco et des capturés lors des barrages routiers. 28 bus transportent 1 008 migrants vers l'Arizona, où ils seront transférés dans l'intérieur du Mexique. |
| 17 juin      | Phase Deux de la Californie à l'Arizona, Opération: Sweeps Les régions agricoles de l'Arizona et du sud de la Californie deviennent les principales cibles des rafles. Les autorités de l'INS demandent l'aide des agriculteurs pour révéler les travailleurs sans papiers. |
| 17–26 juin   | Avec l'assistance de la police locale, 4 403 personnes sont arrêtées. 64 % d'entre elles travaillaient dans des emplois non agricoles. |
| 20 juin      | Les rafles se poursuivent dans la vallée centrale de Californie via des bases établies à Fresno et Sacramento. |
| 24 juin      | Les projets de loi 3660 et 3661 sont proposés dans les deux chambres du Congrès dans le but de dissuader les employeurs et les passeurs d'employer/amener des immigrants illégaux. Aucun des deux projets de loi ne passe. |
| 3 juillet    | La première task force mobile est déployée à McAllen, Texas. Leur objectif est de mettre en place des barrages routiers, d'inspecter les trains et de dissuader les migrants de se diriger vers le nord. |
| 15 juillet   | Premier jour d'opération complète au Texas, avec un accent sur la vallée du Rio Grande. |
| 3 septembre  | Première déportation par voie maritime. Le SS Emancipation et le SS Vera Cruz effectuent le voyage de 2 000 milles de Port Isabel, Texas à Veracruz, Mexique, un total de 26 fois. Les deux navires transportent environ 800 immigrants illégaux par voyage. |
| 18 septembre | Premier pont aérien depuis le Midwest. Les déportés de Chicago sont transportés à Brownsville, Texas. D'autres ponts aériens arrivent de Kansas City, Saint Louis, Memphis et Dallas. De là, les déportés sont envoyés à Veracruz par voie maritime. |

### Conséquences
Le terme "wetback" est une insulte appliquée aux entrants illégaux qui auraient supposément pénétré aux États-Unis en nageant dans le Rio Grande. Il devient un terme péjoratif appliqué généralement aux travailleurs mexicains, y compris ceux qui sont des résidents légaux. De même, la Loi Greaser de 1855 est ainsi connue en raison de l'insulte anti-mexicaine "greaser".
Un des plus grands problèmes causés par le programme pour les déportés est leur envoi dans des régions inconnues du Mexique, où ils ont du mal à retrouver leur chemin vers leur domicile ou à continuer de subvenir aux besoins de leur famille. Plus de 25 % des Mexicains appréhendés sont renvoyés à Veracruz sur des cargos, tandis que d'autres sont transportés par voie terrestre vers les villes du sud du Mexique. Ceux qui sont appréhendés sont souvent expulsés sans avoir la possibilité de récupérer leurs biens aux États-Unis ou de contacter leur famille avant l'expulsion.
Les déportés sont souvent laissés sans nourriture ni emploi lorsqu'ils sont libérés au Mexique. Les Mexicains expulsés font parfois face à des conditions extrêmes dans leur pays ; 88 travailleurs déportés meurent sous la chaleur de 112 °F en juillet 1955. Un autre problème est la répétition des traversées illégales de la frontière par ceux qui avaient déjà été expulsés ; de 1960 à 1961, les récidivistes représentent 20 % du total des expulsés. Certains agents de la United States Border Patrol pratiquent le rasage des têtes pour marquer les récidivistes qui pourraient tenter de rentrer aux États-Unis. Il y a également des rapports de passages à tabac et d'emprisonnement des immigrants illégaux récidivistes avant de les expulser. Bien que la plupart des plaintes concernant l'expulsion ne soient pas documentées, plus de 11 000 plaintes formelles (environ 1 % de toutes les actions) proviennent de travailleurs braceros documentés de 1954 à 1964.
L'Opération Wetback est l'aboutissement de plus d'une décennie d'intensification de l'application de la loi sur l'immigration. Les actions d'application de la loi sur l'immigration (expulsions et retours) augmentent rapidement, passant d'un minimum de 12 000 en 1942, à 727 000 en 1952, la dernière année de l'administration Truman. Les actions d'application continuent d'augmenter sous Eisenhower, atteignant un sommet de 1,1 million en 1954, l'année de l'Opération Wetback. Les actions d'application diminuent ensuite de plus de 90 % en 1955 et 1956, et en 1957, elles sont de 69 000, le plus bas nombre depuis 1944. Le nombre d'actions d'application augmente à nouveau dans les années 1960 et 1970, mais ne dépasse pas le pic de 1954 de l'Opération Wetback avant 1986.
Au même moment où l'application de la loi sur l'immigration se développe à la fin des années 1940 et au début des années 1950, le programme Bracero se développe également rapidement, offrant des opportunités légales aux travailleurs mexicains. Bien qu'il commence comme une mesure de temps de guerre, le programme Bracero connaît son plus grand développement après la guerre. Le nombre de braceros en temps de guerre atteint un sommet de 62 000 en 1944, mais ce nombre commence à augmenter à nouveau à la fin des années 1940, atteignant son apogée en 1956, lorsque le programme délivre des permis de travail temporaires à 445 000 travailleurs mexicains.

### Sources complémentaires
- (en) « Border Police in Drive on Wetbacks », Sarasota Journal,‎ 17 juin 1954 (lire en ligne, consulté le 16 novembre 2018)
- « Braceros: history, Compensation », Rural Migration News, vol. 12, no 2,‎ avril 2006 (lire en ligne)
- « Table 39. Aliens Removed Or Returned: Fiscal Years 1892 To 2015 », sur 2015 Yearbook of Immigration Statistics, Department of Homeland Security
- Avi Astor, Unauthorized Immigration, Securitization, and the Making of Operation Wetback., vol. 7, 2009, p. 5–29
- Erin Blakemore, « The Largest Mass Deportation in American History », History, 23 mars 2018 (consulté le 16 novembre 2018)
- Gustavo Cabrera, « Demographic Dynamics and Development: The Role of Population Policy in Mexico », Population and Development Review, vol. 20,‎ 1994, p. 105–120 (ISSN 0098-7921, DOI 10.2307/2807942, JSTOR 2807942)
- Kitty Calavita, Inside the State: The Bracero Program, Immigration, and the I.N.S. Reprint edition (originally published by Routledge, 1992), New Orleans, Quid Pro Quo Books, 2010
- Manuel G. Gonzales, Mexicanos: A History of Mexicans in the United States, Indiana University Press, 2009, 2nd éd. (ISBN 978-0-253-22125-4, lire en ligne)
- Kelly Lytle Hernández, « The Crimes and Consequences of Illegal Immigration: A Cross Border Examination of Operation Wetback, 1943–1954. », Western Historical Quarterly, vol. 37, no 4,‎ 2006, p. 421–444 (DOI 10.2307/25443415, JSTOR 25443415)
- Kelly Lytle Hernández, Migra!: A History of the U.S. Border Patrol, University of California Press, 2010 (ISBN 978-0-520-25769-6)
- Robert Koulish, Immigration and American Democracy: Subverting the Rule of Law, New York, Routledge, 2010 (DOI 10.4324/9780203883228)
- Don. Mitchell, They Saved the Crops: Labor, Landscape, and the Struggle over Industrial Farming in Bracero-Era California. Geographies of Justice and Social Transformation Series., Athens, GA, University of Georgia Press, 2012
- Ronald L. Mize et Alicia C.S. Swords, Consuming Mexican Labor: From the Bracero Program to NAFTA, Toronto, University of Toronto Press, 2011 (ISBN 978-1-4426-0157-4, JSTOR 10.3138/j.ctt2ttpgc)
- Mae M. Ngai, Impossible Subjects: Illegal Aliens and the Making of Modern America, Princeton University Press, 2004 (ISBN 978-0-691-07471-9, lire en ligne )
- « Dwight Eisenhower on Immigration », sur ontheissues.org, 18 août 2015 (consulté le 12 novembre 2015)

## Lectures complémentaires
- (en) « Wetbacks’ Detention Camp Slated », Los Angeles Times,‎ 12 juin 1954, p. 2 (lire en ligne, consulté le 14 août 2024)
- (en) « U.S. Patrol Halts Border ‘Invasion’ », Los Angeles Times,‎ 17 juin 1954, p. 26 (lire en ligne, consulté le 14 août 2024)
- (en) « 500 Nabbed by L.A. Wetback Raider », Los Angeles Times, vol. LXXIII,‎ 18 juin 1954, p. 1 (lire en ligne, consulté le 14 août 2024)
- (en) « 1259 More Wetbacks Deported in Single Day », Los Angeles Times, vol. LXXIII,‎ 19 juin 1954, p. 1A (lire en ligne, consulté le 14 août 2024)
- (en) « Wetbacks Herded at Nogales Camp », Los Angeles Times,‎ 20 juin 1954, p. 1A (lire en ligne, consulté le 14 août 2024)
- Copp, Nelson Gage, 'Wetbacks' and Braceros: Mexican Migrant Laborers and American Immigration Policy, 1930–1960. (San Francisco, 1971).
- John Dillin, « How Eisenhower solved illegal border crossings from Mexico », The Christian Science Monitor,‎ 6 juillet 2006 (lire en ligne, consulté le 12 novembre 2015)
- García, Juan Ramon. Operation Wetback: The Mass Deportation of Mexican Undocumented Workers in 1954. (Westport CT 1980).
- Scruggs, Otley M. Braceros, 'Wetbacks', and the Farm Labor Problem: Mexican Agricultural Labor in the United States, 1942–1954. New York 1988.